# Someday You'll Find Her, Charlie Brown
Someday You'll Find Her, Charlie Brown (en español Algún día la encontrarás, Charlie Brown) es el vigésimo segundo especial animado en horario prime-time basado en el popular cómic diario Peanuts, de Charles M. Schulz. Se estrenó el 30 de octubre de 1981 por la CBS. 

## Sinopsis
Charlie Brown está viendo el Super Bowl XVI en televisión y en una toma, ya al final, una chica aparece en las gradas y se enamora de ella. No la vuelven a enfocar y el partido termina. Charlie Brown se decepciona, pero está decidido a buscar a la niña hasta encontrarla, junto con Linus y así comienzan la búsqueda, asistiendo al estadio, sentandose cerca del túnel número 13 (al que según Charlie Brown, es su número de la suerte) y justo en el lugar donde ella la vio,  después ven el registro de asistentes de la temporada y van en busca de la chica la cual robó el corazón de Charlie Brown.
Charlie Brown se siente demasiado nervioso al momento de consultar en las casas de las niñas asistentes al partido, así que Linus se encarga de preguntar por el, en todas las casas visitadas no tienen suerte y casi pierden las esperanzas hasta que llegan a una casa donde aparece la niña correcta. Linus se olvida completamente de Charlie Brown al ver a la niña con una mantita de seguridad similar a la de él, ella lo invita a pasar y Charlie Brown se queda esperandolo. Al saber que su suerte habitual no cambia durante la búsqueda. Se va deprimido y convencido a la vez que es un sueño, a la mañana siguiente, Charlie Brown piensa que es la niña quien está tocando la puerta, pero se da cuenta de que es Snoopy esperando a que le de comer, siguiendo deprimido.

## Reparto
| Personaje        | Actor de Voz Original | Actor de redoblaje (Latinoamérica) |
| ---------------- | --------------------- | ---------------------------------- |
| Charlie Brown    | Grant Wehr            | José Manuel Vieira                 |
| Linus Van Pelt   | Earl Reilly           | Maythe Guedes                      |
| Primera niña     | Nicole Eggert         | ¿?                                 |
| Adolescente      | Melissa Strawmeyer    | ¿?                                 |
| Mary Jo          | Jennifer Gaffin       | ¿?                                 |
| Snoopy/Woodstock | Bill Melendez         | Bill Melendez                      |

- El redoblaje venezolano fue hecho para el programa-paquete Estás en Nickelodeon, Charlie Brown a fines de los 90s.

## Lanzamiento y distribución

### Lanzamiento en VHS
Fue lanzada en VHS al menos 4 veces, la anteúltima fue el 9 de enero de 1996, en el volumen 5 de la colección Snoopy Double Feature, junto con There's no Time for Love, Charlie Brown. Luego, su más reciente edición fue el 6 de enero de 2004, como extra del VHS de A Charlie Brown Valentine. 

### Lanzamiento en DVD
Su primera edición en DVD fue bajo el sello de Paramount como extra en el DVD de A Charlie Brown Valentine, editada el 6 de enero de 2004. Esta compilación se volvió a lanzar, esta vez editada por Warner Home Video, el 28 de diciembre de 2010.